# Chase Ellison
Chase Ellison (Reno, 22 settembre 1993) è un attore statunitense.
Noto specialmente per le sue apparizioni nei film Mysterious Skin e insieme a Dwayne Johnson L'acchiappadenti.

## Biografia
Chase è nato a Reno nel 1993. Ha un fratello maggiore di nome "Derek" a cui ha fatto da testimone di matrimonio Chase Ellison ha iniziato la carriera come attore quando aveva sette anni e ottenne il suo primo ruolo come guest star di In tribunale con Lynn e da allora ha interpretato più di 30 programmi televisivi, film e spot pubblicitari. Cominciando dalla televisione, ricordiamo Deadwood e Six Feet Under per la HBO, Malcolm, Febbre d'amore e Settimo cielo. Passando al cinema, Chase ha interpretato Wristcutters - Una storia d'amore, Niente velo per Jasira, con Aaron Eckhart e Toni Collette e Mysterious Skin con Joseph Gordon-Levitt e Michelle Trachtenberg.
Chase ha dato prova di una considerevole versatilità, interpretando sia ruoli che richiedevano una grande profondità emotiva sia commedie leggere. Nel 2010 entra a far parte del film TV Il ragazzo che gridava al lupo... Mannaro accanto all'attrice Victoria Justice. Nel 2011-2012 è protagonista del film That's What I Am (2011) e del cortometraggio Sunday's Mother (2012). Sempre nel 2011 si è diplomato alla scuola Mt. Carmel High School, a San Diego, in California, dove era un membro attivo del club di teatro e produzioni teatrali. Frequenta successivamente la Loyola Marymount University.

## Riconoscimenti
- Nomination ai Young Artist Awards 2010: Miglior attore giovane non protagonista in Un segreto tra di noi

## Filmografia

### Cinema
- Scene da un crimine, regia di Dominique Forma (2001)
- Mysterious Skin, regia di Gregg Araki (2004)
- Provaci ancora Ethan (The Mostly Unfabulous Social Life of Ethan Green), regia di George Bamber (2005)
- La punta della lancia (End of the Spear), regia di Jim Hanon (2005)
- Niente velo per Jasira (Towelhead), regia di Alan Ball (2007)
- Wristcutters - Una storia d'amore (Wristcutters - A love story), regia di Goran Dukić (2007)
- Quake, regia di Peter Shanel (2007)
- Contrasti e amori (The Year of Getting to Know Us), regia di Patrick Sisam (2008)
- Un segreto tra di noi (Fireflies in the Garden), regia di Dennis Lee (2008)
- L'acchiappadenti (Tooth Fairy), regia di Michael Lembeck (2010)
- Unstoppable - Fuori controllo (Unstoppable), regia di Tony Scott (2010)
- That's What I Am, regia di Michael Pavone (2011)
- Sunday's Mother, regia di Aaron Jackson (2012)

### Televisione
- In tribunale con Lynn (Family Law) – serie TV (2000)
- The Perfect Wife – film TV (2001)
- Settimo cielo (7th Heaven) – serie TV, 1 episodio (2001)
- Providence – serie TV, 1 episodio (2001)
- Santa, Jr. – film TV (2002)
- Boomtown – serie TV, 3 episodi (2002-2005)
- The Division – serie TV, 1 episodio (2003)
- Malcolm – serie TV, 2 episodi (2001-2005)
- Six Feet Under – serie TV, 1 episodio (2005)
- Febbre d'amore (The Young and the Restless) – serie TV, 19 episodi (2005)
- Rodney – serie TV, 1 episodio (2006)
- Deadwood – serie TV , 3 episodi (2006)
- Saved – serie TV, 1 episodio (2006)
- You've Got a Friend – film TV (2007)
- Summer Camp – film TV (2010)
- Il ragazzo che gridava al lupo... Mannaro (The Boy Who Cried Werewolf), regia di Eric Bross – film TV (2010)
- How I Met Your Mother – serie TV, 1 episodio (2011)
- Village People – film TV (2011)

## Doppiatori italiani
Nelle versioni in italiano delle opere in cui ha recitato, Chase Ellison è stato doppiato da:
- Jacopo Castagna in Mysterious Skin, Contrasti e amori, Settimo Cielo, Six Feet Under, Deadwood, Febbre d'amore, Saved.
- Alex Polidori in La punta della lancia, Niente velo per Jasira
- Federico Bebi in L'acchiappadenti
- Jacopo Bonanni in Un segreto tra di noi
- Jolanda Granato in Wristcutters - Una storia d'amore
- Gilberta Crispino in Malcolm
- Patrizia Mottola in Il ragazzo che gridava al lupo mannaro
- Davide Garbolino in Provaci ancora Ethan